# Kiegészítő színpárok

Kiegészítő színpárok az RGB színmodellben.

A kiegészítő színek vagy komplementer színek olyan színpárok, melyek együttesen használva (additív vagy szubtraktív keverés) akromatikus (színtelen) érzékletet hoznak létre. A Komplementerek a színkörben egymással szemben helyezkednek el, példa rájuk a vörös-zöld, sárga-lila, kék-narancs.

## Meghatározása a szabványban és a színelméletben
A magyar szabvány (MSz 9630-3) és az IEC 60050 (845-23-013) komplementer színezeteknek nevezi azokat a színpárokat, amelyek additív keverése akromatikus értékeket hoz létre. A 845-23-063 ezen kívül értelmezi a komplementer hullámhosszakat is olyan monokromatikus színingerként, amelyek additív keverése ugyancsak akromatikus értékeket hoz létre. A Nemzetközi világítástechnikai szótárban a komplementer színeket 17-23-023 szám alatt határozza meg, a komplementer hullámhosszat pedig 17-23-063 szám alatt. Ez a meghatározás nem az érzékletre, hanem a színingerre vonatkozik mindkét esetben (angol eredetiben: tristimulus values).

## Általános értelmezése

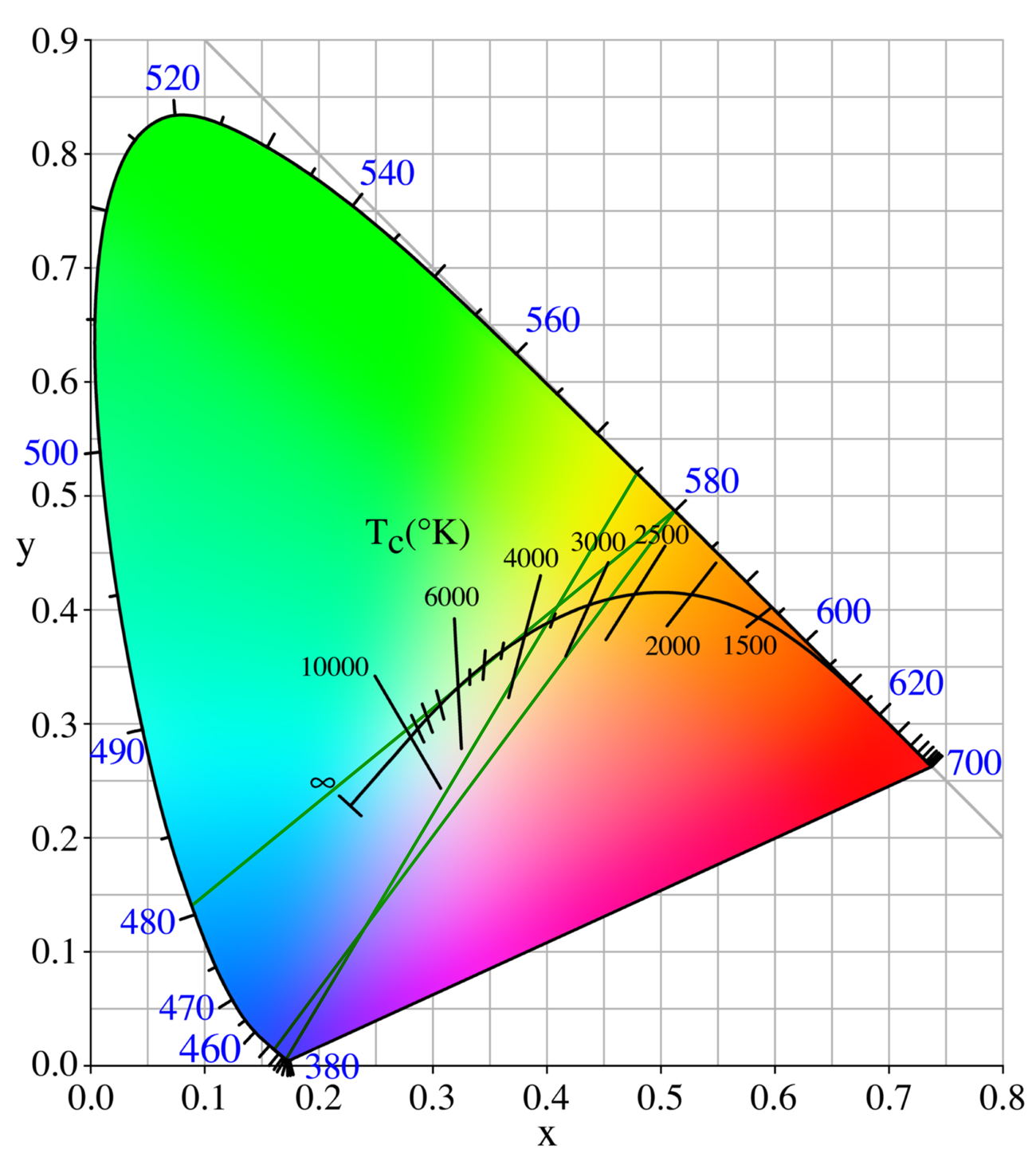
Az 580 nm hullámhosszúságú sárga szín komplementerei 380 és 480 nm közé eshetnek, a megvilágítás színhőmérséklete függvényében

Nincs előírás a színinger spektrális tulajdonságaira. Monokromatikus, vagy viszonylag széles spektrumban sugárzott színes fényingerek keverése egyaránt létrehozhatja a jelenséget. A színinger metrikában precízebb megfogalmazáshoz jutunk, ha monokromatikus színingereket keverünk.
A szabványos CIE alapszíningerek monokromatikusak. A 435,8 nm kék és az 546,1 nm zöld a higany egy-egy gerjesztési sugárzásából származik. A 700 nm vörös alapszíningert csak hullámhosszával definiálták. E három alapszíninger keverése fehéret ad eredményül, tehát komplementer hármast alkotnak. Ennek magyarázata, hogy a monokromatikus sugárzás maximálisan telített színű. A festékek véges színtelítettségűek, ezért nem állítható elő belőlük ideális komplementer színinger-együttes (additív színkeverésnél például nem fehér, hanem szürke jön létre).
Az ábrán ugyanannak a sárga színnek eltérő komplementerei jönnek létre. Az egyik megvilágítás kb. 2800 K (izzólámpa), komplementere a 435 nm-es indigó, a másik a kb. 5000 K színhőmérsékletű hidegfehér, ennek komplementere a 480 nm-es kék. Az 575 nm-es sárga komplementere 3600 K színhőmérsékletű megvilágításban pedig már ibolyaszínű (kb. 380 nm, de a bíbor tartományba is eshet).
Spektrálisan egyenlőtlen eloszlású színingerek keverése metamériát eredményez. Ezeket a különböző megfigyelők (például színtévesztők) különbözőnek érzékelik; tehát egyesek színtelennek, mások elszíneződöttnek látják ugyanazt a felületet.

### Fizikai tulajdonságok
Színingerek additív keverése azok eredeti világosságánál világosabb fényérzékletet hoz létre, így létrehozhat fehéret is. Szubtraktív színingerek keverése azok eredeti világosságánál kisebb fényérzékletet kelt, szélsőséges esetben feketét (azaz, a fény hiányát).
A komplementer színek fogalmát a színes fényekre vonatkoztatjuk. Ez származhat fényforrásból, de származhat valamely felületről származó reflexióból.
A színelméletben értelmezett színtereket általában úgy fogalmazzák meg, hogy a színtér átellenes színei egyben komplementerei is legyenek egymásnak. Megfelel ennek a feltételnek a CIE színháromszög is. A Világítástechnikai Szótár hivatalosan a színingereknek, illetve azok hullámhosszának megfelelő szín additív keverékeként határozza meg.

### Ellentétes színek rendszere

NCS ellentétes színek; jobboldalt a rendszer négy alapszíne

Az ellentétes színek rendszerének első leírása Sigfrid A. Forsiustól származik (1611), amelyet Ewald Hering írt le tudományos igénnyel (1874), majd Anders Hård vezetésével fejlesztették színminta atlasszá 1920-tól kezdődően.

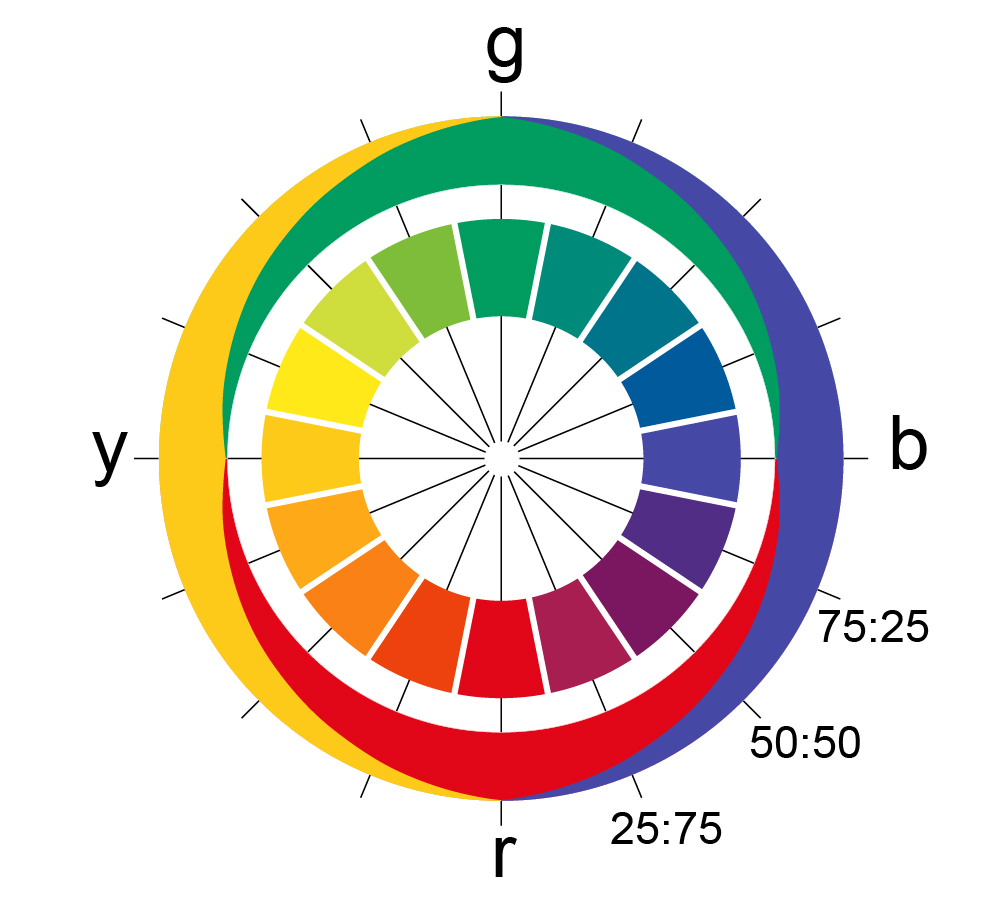
Hering-féle színkör, amelynek átellenes színei komplementerei egymásnak (red–green, blue–yellow). Jelölések az NCS szerint

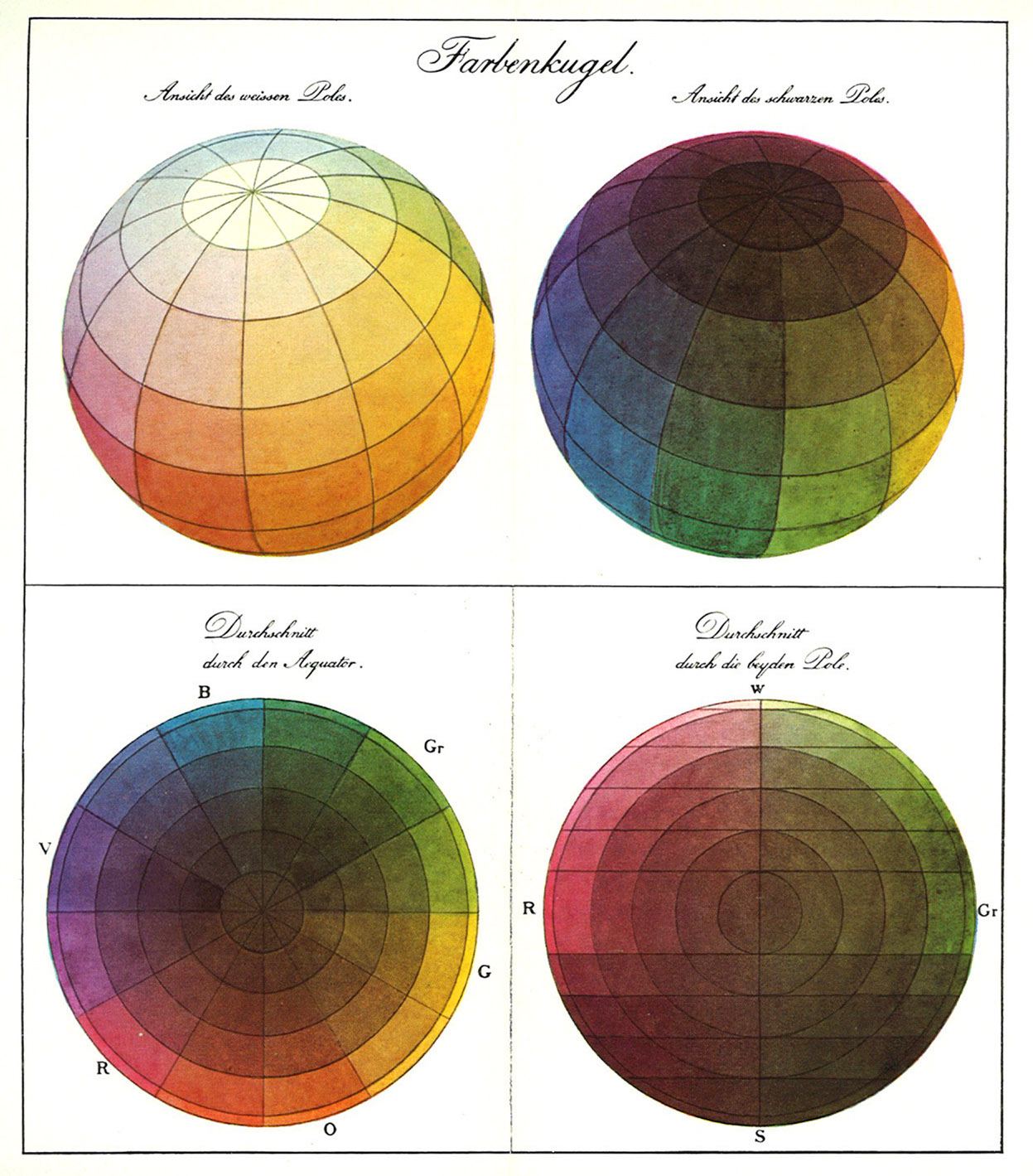
Philipp Otto Runge-féle Színtér. Felül a világos és a sötét nézet, alul ezek síkmetszete

A négy alapszíninger alapján hivatalos meghatározása nincsen az ellentétes színek rendszerének. Van azonban a szabványban egy olyan tétel, amely ezt megengedi. Így valójában az egyedi színinger fogalma (unitary hue) éppen ezt a színinger-négyest tartalmazza. A német nyelvű megnevezés a fogalom eredetére is rávilágít: Urfabe (ősszín).
Az Opponent Colour System jelenlegi legfontosabb leírása a svéd tudományos akadémia által kifejlesztett Natural Colour System (NCS). 
Az alábbi táblázat a számítógépes RGB rendszer alapján illusztrálja a jelenséget, amely hasonló az NCS rendszerhez.
| Szín                                | Ellenszín                          |
| ----------------------------------- | ---------------------------------- |
| Piros (R: 255 G: 000 B: 000)        | Türkiz (R: 000 G: 255 B: 255)      |
| Zöld (R: 000 G: 255 B: 000)         | Magenta (R: 255 G: 000 B: 255)     |
| Kék (R: 000 G: 000 B: 255)          | Citromsárga (R: 255 G: 255 B: 000) |
| Narancssárga (R: 255 G: 128 B: 000) | Türkizkék (R: 000 G: 128 B: 255)   |
| Türkizzöld (R: 000 G: 255 B: 128)   | Rózsaszín (R: 255 G: 000 B: 128)   |
| Lila (R: 128 G: 000 B: 255)         | Citromzöld (R: 128 G: 255 B: 000)  |
| Fekete (R: 000 G: 000 B: 000)       | Fehér (R: 255 G: 255 B: 255)       |
| Szürke (R: 128 G: 128 B: 128)       | Szürke (R: 128 G: 128 B: 128)      |

| NCS Szín                             | NCS Ellenszín                       |
| ------------------------------------ | ----------------------------------- |
| Piros S1080-R (R: 196 G: 002 B: 035) | Zöld S2060-G (R: 000 G: 163 B: 104) |
| Sárga S0580-Y (R: 255 G: 211 B: 000) | Kék S2060-B (R: 000 G: 134 B: 191)  |

## Értelmezése a színkörben
Általános értelmezés szerint színpárok, amelyek a hatosztatú vagy tizenkét osztatú (vagy akár folytonos) színkörben egymással szemben helyezkednek el. Additív színkeverésben szürkét eredményeznek.
A vörös és zöld keveréke a közhiedelem szerint komplementerei egymásnak, keverésük valójában barnát eredményez. Ennek magyarázata, hogy a magyar nyelvben nincs egyértelmű megfelelője az angol cyan szín-névnek (amely valójában zöldeskék). A háromdimenziós anaglif technikában vetített vörös–zöld képet az emberi érzékelés fekete–fehérként érzékeli, ám általános világítási környezetbe helyezve észrevehető, hogy a keverékszín barna.
A színkör általában a telített színeket tartalmazza, és úgy tekinthető, mint a színtér egy síkmetszete. A színtér tehát nemcsak a telített színeket tartalmazza, hanem a telítetleneket is, valamint a sötét és világos színeket is. Ha a színkör két átellenes pontját összekötő átmérő komplementer színeket jelöl ki, ez kiterjeszthető a színtér bármely térbeli átmérőjére is. Philipp Otto Runge például szabályos gömb alakú színteret határozott meg. Michel-Eugène Chevreul a síkban értelmezte a komplementer színeket

## Technikai jelentősége
A színes televízió csak úgy állíthat elő fehér színű részleteket a képernyőn, ha a képcső világító pontjainak anyaga (ú.n. foszforok) additív komplementer hármast alkotnak. Éppígy: a fehér világító diódák (LED) egyes típusai a tok belsejében a három alapszínt (RGB) sugárzó együttesből állnak.
Az RGB komponensek megfelelő megválasztásával beállítható a sugárzott fény színhőmérséklete. A legtöbb világító dióda 6500 K színhőmérsékletű fényt sugároz.
A színes nyomtatásnál a szubtraktív színkeverést előidéző festékeket használnak, ezek az alapszínek komplementerei: zöldeskék, sárga és bíbor: CYMK (a K a kulcsszín, a fekete)

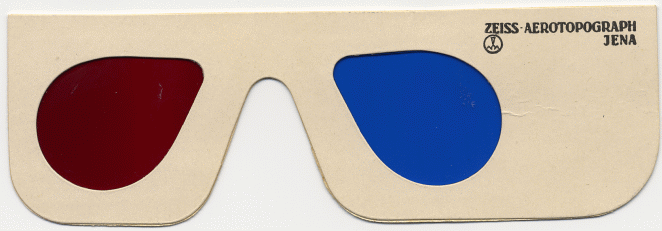
Zeiss 3D szemüveg, amelynek színei eltérnek a szokásostól

A térhatású mozgófilm (az anaglif technika) kezdetben komplementer vörös és zöldeskék színszűrőt használt a jobb és bal szem számára vetített kép elkülönítésére. Ennek eredményeként a néző fekete-fehérként érzékeli a vetített filmet. Kidolgoztak ezen kívül zöld–bíbor és kék–sárga komplementer technikát is.
A háromrétegű színes film negatív–pozitív eljárásánál a közbenső kópia (a negatív) valamennyi színnek a komplementerét tartalmazza.

## Esztétikai értelmezése
A kiegészítő színek használata fontos szempont az esztétikailag kellemes művészi alkotás létrehozása során. A színkontraszt lehet világossági, telítettségi, méret, komplementer, szimultán és szekvenciális, színezeti és hideg–meleg színkontraszt. A komplementer kontraszt a legfontosabb színkontrasztok egyike, esztétikai hatását már évezredek óta kihasználják. A színkontraszt lehet komplementer pár, komplementer hármas (triád), négyes (tetrád) a festészetben, az építészetben, és újabban a belsőépítészet gyakorlatában.